# 천유팡
천유팡(중국어 정체자: 陳幼芳, 병음: Chén Yòufāng, 한자음: 진유방, 1962년 7월 24일 ~)은 대만의 배우, 음악 프로듀서이자 작곡가이다.

## 방송
- 비자영웅